# São Simão de Gouveia
São Simão de Gouveia of ook kortweg São Simão is een plaats (freguesia) in de Portugese gemeente Amarante en telt 740 inwoners (2001).
São Simão ligt geheel in het zuiden van de gemeente en wordt begrensd door de gemeenten Marco de Canaveses en Baião in het zuiden, in het westen door Carvalho de Rei, in het noorden Lomba en Jazente, en in het oosten door Salvador do Monte.
Tot het begin van de 19e eeuw was São Simão een stad en het centrum van een zelfstandige gemeente. In 1801 kende de plaats 3015 inwoners.